# Bombenexplosion von Dunmurry
Die Bombenexplosion von Dunmurry ereignete sich am 17. Januar 1980, als in einem Zug, der auf der Bahnstrecke Belfast–Derry unterwegs war, in Dunmurry, Nordirland, eine Brandbombe der Provisional Irish Republican Army (IRA) vorzeitig explodierte. Drei Menschen kamen ums Leben, fünf weitere wurden verletzt.

## Ausgangslage
Der Zug der Northern Ireland Railways von Ballymena nach Belfast fuhr durch die Vororte von Belfast, der nächste planmäßige Halt war Finaghy. Der Zug war nach dem Halt in Dunmurry nur noch schwach besetzt, im letzten Wagen befanden sich nur vier Passagiere. Zwei davon waren Mitglieder der IRA, die zwei Brandbomben mit Zeitzündern mit sich führten. Diese bestanden aus je etwa zwei Kilogramm Sprengstoff, einem Benzinkanister und dem Zünder. Geplant war, die Bomben nach Ankunft des Zuges in Belfast versteckt zurückzulassen. Sie sollten erst explodieren, wenn der Zug leer war.

## Unfallhergang
Eine der Bomben explodierte jedoch aus unbekannten Gründen vorzeitig gegen 16:55 Uhr und entzündete den letzten Personenwagen des fahrenden Zuges. Hier starben drei Menschen. Die Leichen verbrannten so stark, dass sie zunächst nicht identifiziert werden konnten. Es erfolgte sofort eine Zwangsbremsung, was den anderen Reisenden ermöglichte, den Zug sofort zu verlassen. Dieser füllte sich mit Rauch und das Feuer griff weiter um sich. Es dauerte mehrere Stunden, bis der Brand gelöscht war.

## Folgen
Einer der Bombenleger starb, der andere überlebte schwer verletzt. Die IRA übernahm in einer Erklärung die Verantwortung und räumte ein, dass die Bombe vorzeitig explodiert war. Einer der weiteren Verletzten war ein Feuerwehrmann. Die beiden letzten Wagen des Zuges wurden schwer beschädigt, später aber wieder aufgebaut.
Mit ähnlichen Bomben wurden Anschläge auf Züge im Bahnhof Belfast-Greenisland und im Bahnhof King’s Cross in London versucht. In beiden Fällen wurden die Bomben aber rechtzeitig entdeckt, sichergestellt und kontrolliert gesprengt.
Der Abgeordnete des britischen Unterhauses, Winston Spencer Churchill nahm den Vorfall zum Anlass, die Wiedereinführung der Todesstrafe zu fordern.
Der überlebende Terrorist wurde vor dem Belfast Crown Court wegen Totschlags und illegalen Besitzes von Sprengstoff angeklagt und zu 37 Jahren Gefängnis verurteilt – 10 Jahre für jeden der drei Getöteten und 7 Jahre für den illegalen Besitz von Sprengstoff.